# Masaya Yoshida
Masaya Yoshida (吉田 将也 Yoshida Masaya?), född 10 oktober 1996 i Saitama prefektur, är en japansk fotbollsspelare.
Yoshida började sin karriär 2019 i Thespakusatsu Gunma. Han spelade 25 ligamatcher för klubben. 2020 flyttade han till Matsumoto Yamaga FC.